# Opel Adam

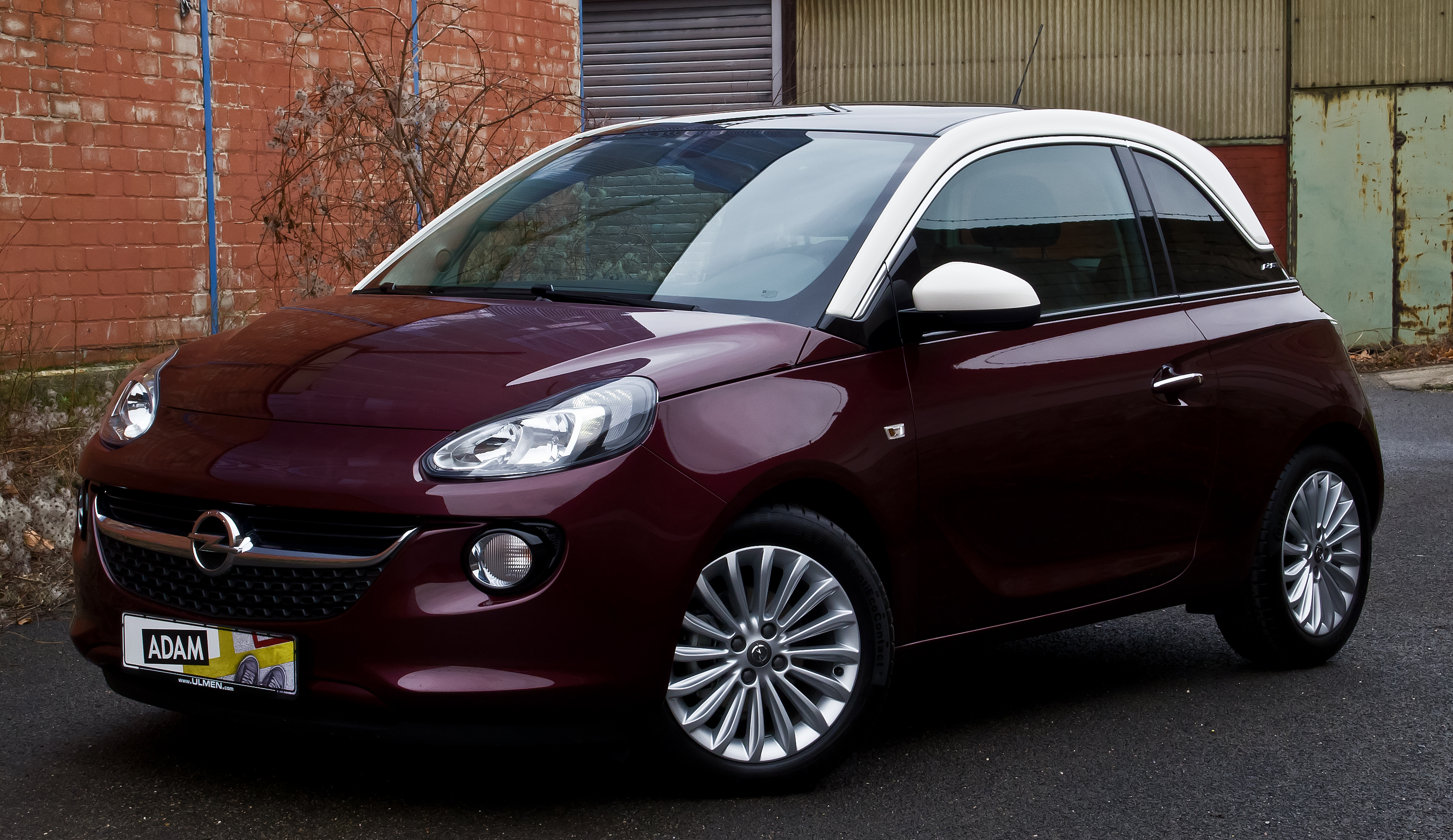
L'Opel Adam 1.4 Glam, el 15 de gener del 2014 a Düsseldorf.

L'Opel Adam és un cotxe de ciutat dissenyat i produït pel fabricant alemany d'automòbils Opel. Adam és un nom de pila en molts idiomes, després de la llegendària figura Adam de les religions abrahàmiques, i, concretament, el nom de baptisme del fundador de l'empresa Adam Opel. Es ven sota la marca Vauxhall a Gran Bretanya. Va ser llançat a França, el 2012 al Paris Motor Show, amb les vendes començant a partir de principis de 2013. Està previst de ser llançat a la Xina sota la marca Buick.